# 100 Thieves
100 Thieves, LLC — американский бренд стиля жизни и киберспортивная организация, базирующаяся в Лос-Анджелесе, штат Калифорния. Организация участвует в чемпионатах по разным видеоиграм — Apex Legends, Call of Duty, Call of Duty: Warzone, Fortnite Battle Royale, League of Legends и Valorant. В настоящее время они владеют двумя франчайзинговыми командами: 100 Thieves of the League of Legends Championship Series и Los Angeles Thieves of the Call of Duty League.

## История
Организация была основана в 2017 году Мэтью «Nadeshot» Хаагом, бывшим капитаном команды OpTic Gaming Call of Duty, золотым призёром X Games (MLG) и спортсменом года по киберспорту 2014 года. Сооснователь Дэн Гилберт.
В 2018 году канадский певец и рэпер Drake и основатель SB Projects Скутер Браун возглавили раунд инвестиций серии A в 100 Thieves.
В 2019 году 100 Thieves объявили о раунде финансирования серии B под руководством Artist Capital Management, который привлек 35 миллионов долларов.
26 марта 2021 года 100 Thieves подписали спонсорское соглашение с Truly Seltzer и Twisted Tea.
13 октября 2021 года 100 Thieves объявили о своем первом приобретении Higround, компании по производству игровых периферийных устройств.
2 декабря 2021 года 100 Thieves объявили о раунде финансирования серии C, в ходе которого было собрано 60 миллионов долларов.